# 24681 Granados
24681 Granados è un asteroide della fascia principale. Scoperto nel 1989, presenta un'orbita caratterizzata da un semiasse maggiore pari a 2,2558230 UA e da un'eccentricità di 0,0775581, inclinata di 7,36701° rispetto all'eclittica.